# Лакордер, Жан Теодор
Жан Теодор Лакордер (фр. Jean-Théodore Lacordaire; 1 февраля 1801, Ресе-сюр-Урс, Франция, — 18 июля 1870, Льеж, Бельгия) — бельгийский энтомолог французского происхождения.
Изучал юридические науки в Дижоне, затем в 1825-32 годах путешествовал по Южной Америке с целью изучения местной фауны. В 1835 году был назначен профессором зоологии в Льеже.
Многочисленные труды Лакордера по систематике жуков принесли ему имя и славу одного из лучших знатоков этого отряда насекомых своего времени. Особенно интересен был его классический труд «Histoire naturelle des Insectes. Genera des Coléoptères» (в «Suites à Buffon», 9 т., 1854—1870, после его смерти оконченный Ф. Шапюи). Лакордер также напечатал: «Introduction à l’Entomologie» (2 т., Л., 1834 и 1838); «Iconographie de la famille des Erotylines» (П., 1842); «Monographie des Coléoptères subpentamères de la famille des Phytophages» (П., 1842) и мн. др.